# Lisewo-Parcele
Lisewo-Parcele – kolonia w Polsce położona w województwie wielkopolskim, w powiecie konińskim, w gminie Skulsk.
| SIMC    | Nazwa     | Rodzaj        |
| ------- | --------- | ------------- |
| 0294421 | Starostwo | część kolonii |

W latach 1975–1998 miejscowość administracyjnie należała do województwa konińskiego.